# Aristocypha chaoi
Aristocypha chaoi – gatunek ważki z rodziny Chlorocyphidae. Występuje w południowych i południowo-wschodnich Chinach (stwierdzony w prowincjach Junnan, Kuejczou, Guangdong i Fujian oraz regionie autonomicznym Kuangsi) oraz w północnym Wietnamie. Został opisany w 2004 roku.